# Audeville
Audeville település Franciaországban, Loiret megyében. Lakosainak száma 180 fő (2022. január 1.). Audeville Césarville-Dossainville, Engenville, Intville-la-Guétard, Sermaises, Thignonville, Blandy és Le Malesherbois községekkel határos.

## Népesség
A település népességének változása:
| Lakosok száma | 159  | 121  | 173  | 161  | 184  | 185  | 190  | 184  | 181  | 180  |
|               | 1968 | 1982 | 1990 | 2006 | 2013 | 2015 | 2017 | 2019 | 2020 | 2022 |